# Opera polska

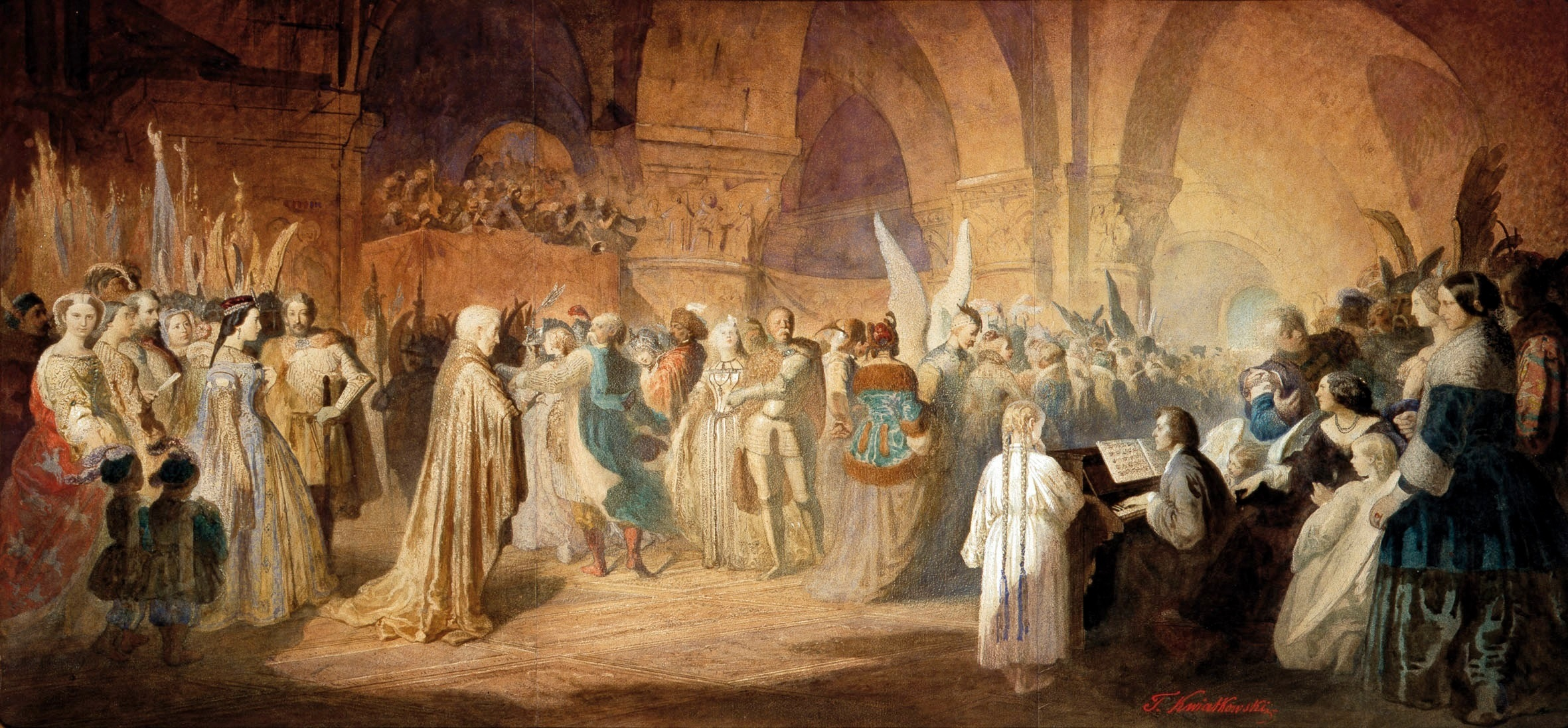
Polonez Chopina, dzieło Teofila Kwiatkowskiego. Fryderyk Chopin jako kompozytor, „twórca” wielkiej formy muzycznej zawierającej historię i kulturę narodu – ilustracja możliwej „opery szopenowskiej”; patrz: Opera narodowa

Opera polska – opera autorstwa polskiego kompozytora, posiadająca libretto w języku polskim.
Polska tradycja operowa – tradycja wystawiania oper w Polsce lub tradycja tworzenia oper w języku polskim przez kompozytorów lub librecistów.

## Historia opery polskiej

### Opera władysławowska

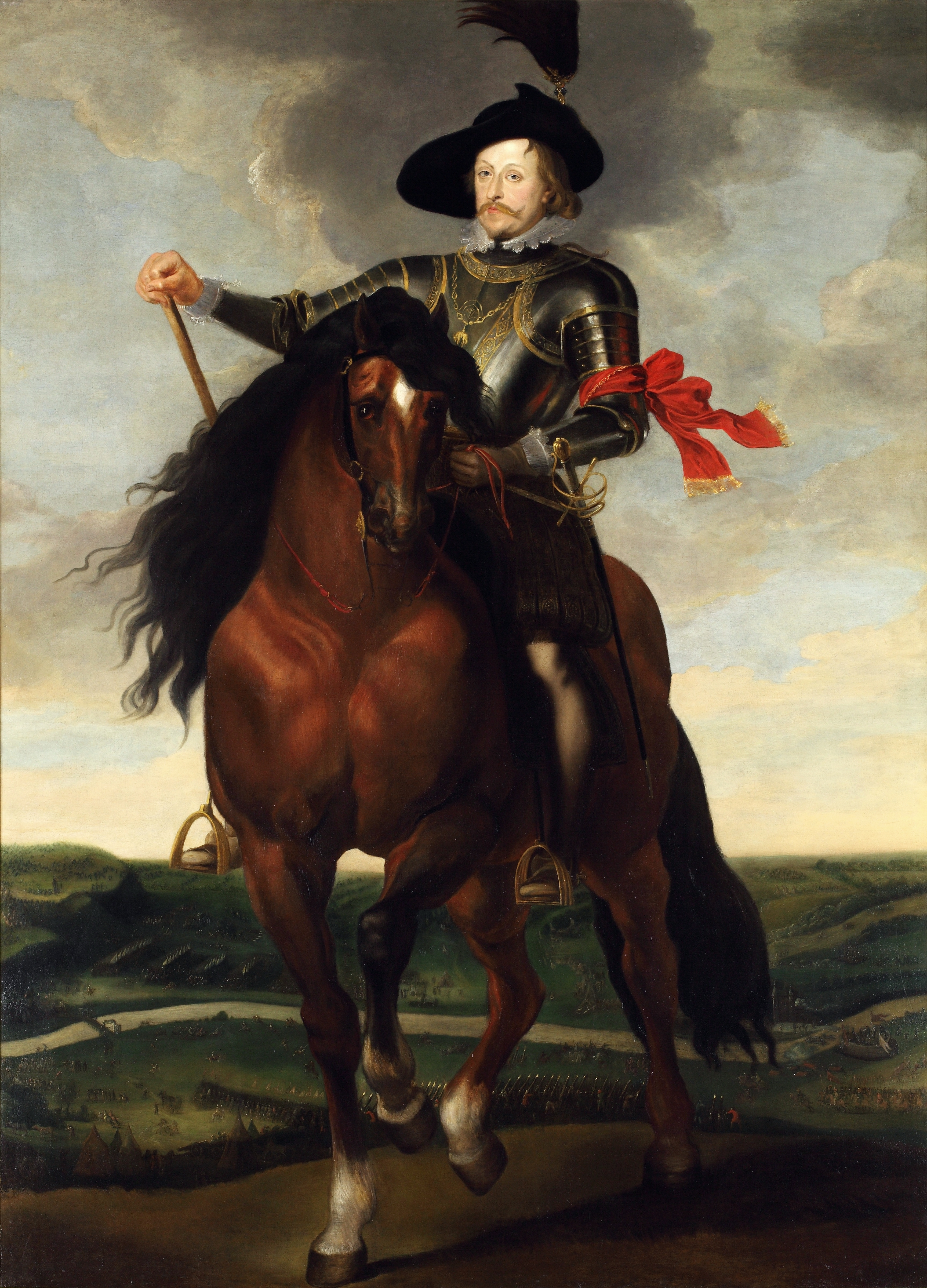
Władysław IV Waza – inicjator opery polskiej

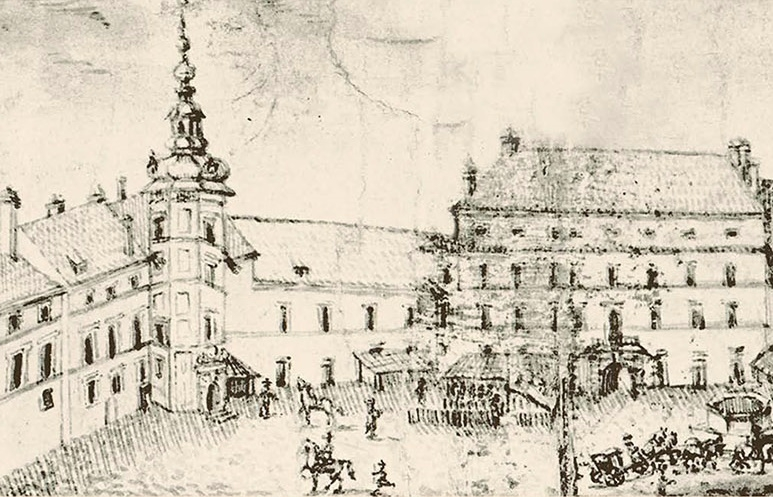
Sala Zamku Królewskiego w Warszawie czasów władysławowskich - pierwszy stale działający teatr operowy na świecie

Pierwsze opery były tworzone we Włoszech w czasach baroku, natomiast dramma per musica – wystawiano w Polsce jeszcze w czasach Zygmunta III Wazy. Miłośnikiem i mecenasem opery był również jego syn Władysław IV Waza. W 1628 r. (przed 8 marca) z jego rozkazu wystawiono operę Galatea, z muzyką Sante Orlandi i tekstem Gabriela Chiabrery.
W tym samym roku wystawiono także pierwszą operę La liberazione di Ruggiero dall’isola d’Alcina, autorką której była Francesca Caccini. Dzieło zostało przyjęte pozytywnie i przetłumaczone na język polski. Po objęciu tronu Władysław IV Waza przeznaczył salę Zamku Królewskiego na spektakle operowe. Występowała w nich zaproszona do Polski trupa operowa Marco Scacchiego. Działalność opery władysławowskiej zainaugurowano spektaklem upamiętniając Pokój w Polanowie. Dramma per musica zatytułowana Giuditta, wystawiona została w 1635 r. i opowiadała historię biblijnej Judyty. Autorem tego, a także następnych librett miał być Virgilio Puccitelli. W operze władysławowskiej wykonywano dramma per musica, balety i utwory wokalne różnego rodzaju. Na Zamku Królewskim zostało najprawdopodobniej wystawione kilkanaście oper, z których żadna nie zachowała się do czasów współczesnych. Opera warszawska czasów władysławowskich była pierwszą stale działającą sceną operową w Europie (stale działała w latach 1635–1648).
W czasach Michała Korybuta Wiśniowieckiego i Jana III Sobieskiego opery wystawiano rzadziej.

#### Pierwsza zachowana polska opera –Heca albo polowanie na zająca
Oprócz opery seria powstawały w tym okresie również dzieła komiczne. Przykładem tych dzieł jest anonimowy, okazjonalny, przeznaczony dla wąskiego grona odbiorców utwór o tematyce łowieckiej.Datowany jest na przełom XVII/XVIII w. z librettem z ok. 1680 r. Pochodzi prawdopodobnie z terenów południowo-wschodniej Polski – województwa lwowskiego. Opublikowano go w 2005 r., pod tytułem Heca albo polowanie na zająca. Tytuł ten został nadany przez opracowującego partyturę prof. Jerzego Gołosa, a sam utwór uznawany jest za najstarszą zachowaną polską operę.

### Opera saska

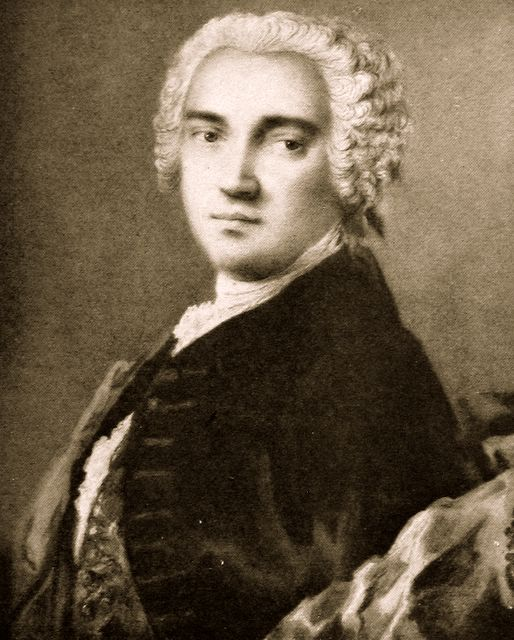
Johann Adolph Hasse

Wielkim modernizatorem opery polskiej był król August III Sas, który w 1748 r., wzniósł Opernhaus (operalnię) w Ogrodzie Saskim w Warszawie, w którym odbywały się ze stałą częstotliwością przedstawienia operowe niemieckich i włoskich kompozytorów. Pojawiła się wtedy w Polsce gwiazda opery europejskiej – niemiecki kompozytor Johann Adolf Hasse, który działając w Polsce, rozsławił operę wśród szlachty i doprowadził operę polską do kunsztu na poziomie ówczesnej Europy Zachodniej. Specjalnie dla opery warszawskiej Hasse napisał operę Zenobia, libretta Pietra Metastasia. Operę na równie wysokim poziomie uprawiano także w następnych latach z coraz większymi sukcesami.
W listopadzie 2007 roku potwierdzono hipotezę, że przed operą stanisławowską pisano pierwsze polskie opery. Odnaleziono najstarszy znany utwór w języku polskim, który uważany jest za krótką operę kameralną. Tekst trafił do biblioteki uniwersyteckiej w Poznaniu, po śmierci Adolfa Chybińskiego i figurował na początku jako kantata myśliwska. Prof. Jerzy Gołos przebadał ośmiostronicowy tekst i stwierdził, że była to opera wykonywana jeszcze w czasach saskich. Nieznany jest tytuł ani autor tekstu. Gołos nadał mu nazwę „Heca albo polowanie na zająca” i zaproponował finał. Fabuła utworu jest błaha i komiczna: jest to powiastka szlachecka o polowaniu. Opowiada o dworzanach zachęcających Łowczego, by wyruszył na polowanie na zająca, tradycyjnie przygotowywanego na Boże Narodzenie. Sukces polowania mobilizuje kucharza do zorganizowania uczty, podczas której szlachcice objadają się i upijają. Stałym motywem muzycznym jest „Pije Kuba do Jakuba”.

### Opera stanisławowska
Największy rozkwit opery polskiej przypada na lata panowania Stanisława Augusta Poniatowskiego. W 1777 r. Franciszek Bohomolec napisał libretto do kantaty Nędza uszczęśliwiona. Wojciech Bogusławski przerobił je na libretto operowe, które z muzyką Macieja Kamieńskiego wystawiono w Operze Warszawskiej.
Kompozytor był spolonizowanym Słowakiem, Bogusławski i Bohomolec zaś byli polskimi szlachcicami. Tak rozpoczęła się działalność animowana przez Bogusławskiego, którego nazwano następnie „ojcem polskiego teatru”. Bogusławski napisał i wystawił z muzyką Jana Stefaniego operę buffa, Henryk VI na łowach, a następnie Cud mniemany, czyli Krakowiacy i Górale. Tekst tej ostatniej opery, zagubionej po powstaniu styczniowym i odnalezionej dopiero w 1929 r. przez Leona Schillera (który nazwał ją „polską operą narodową”), uznawany jest dziś za mistrzostwo aluzji. Premiera Krakowiaków i Górali 1 marca 1794 r. podobno wywołała niespotykanie wielki aplauz. Miała ona miejsce na około cztery tygodnie przed przysięgą Kościuszki na rynku krakowskim, a sama opera zawierała pro kościuszkowskie hasła. Po czterech wystąpieniach władze nakazały zdjęcie jej z afisza z powodu nieoczekiwanej popularności i aluzji antyzaborczych.

### Opera narodowa

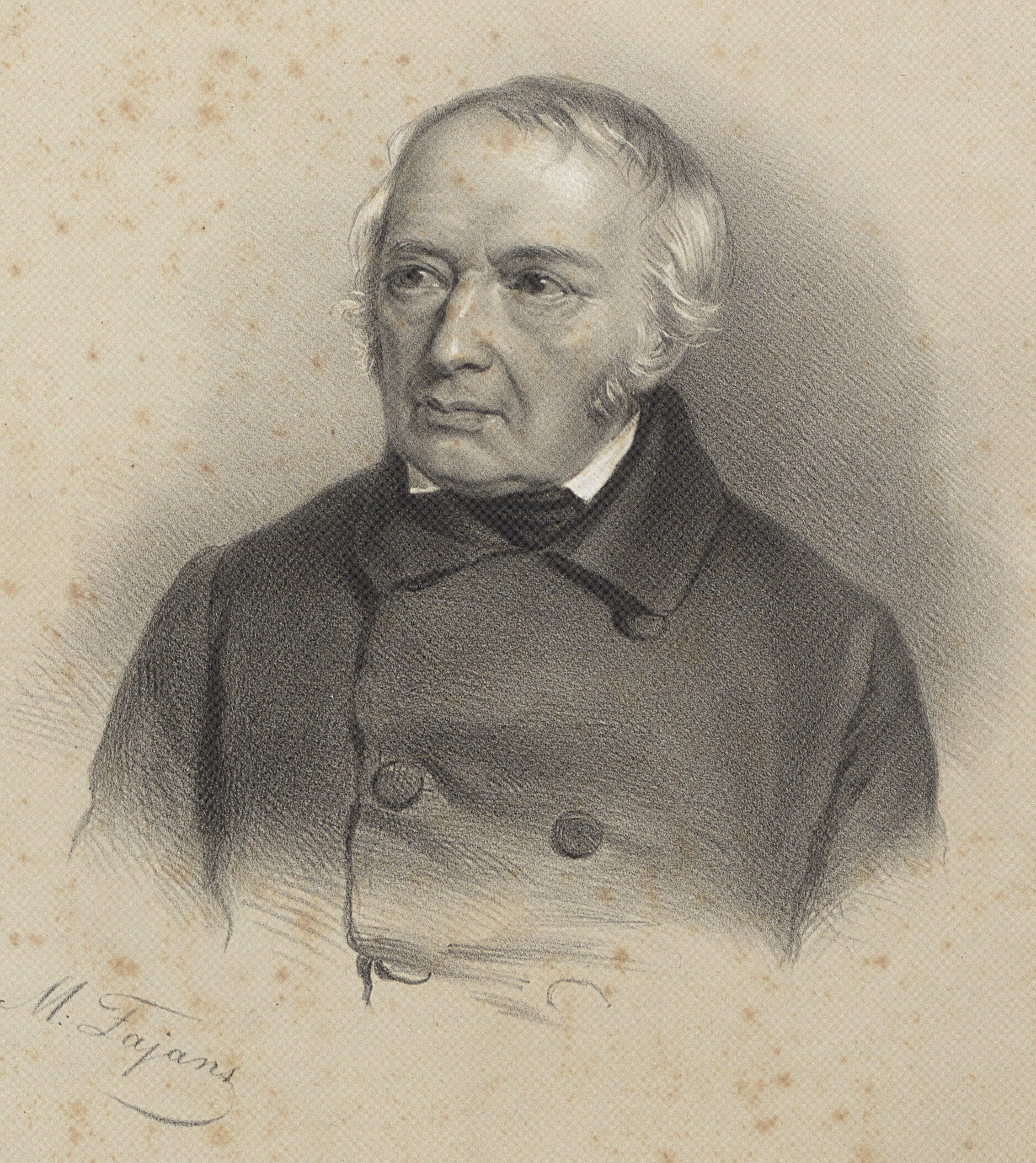
Józef Elsner

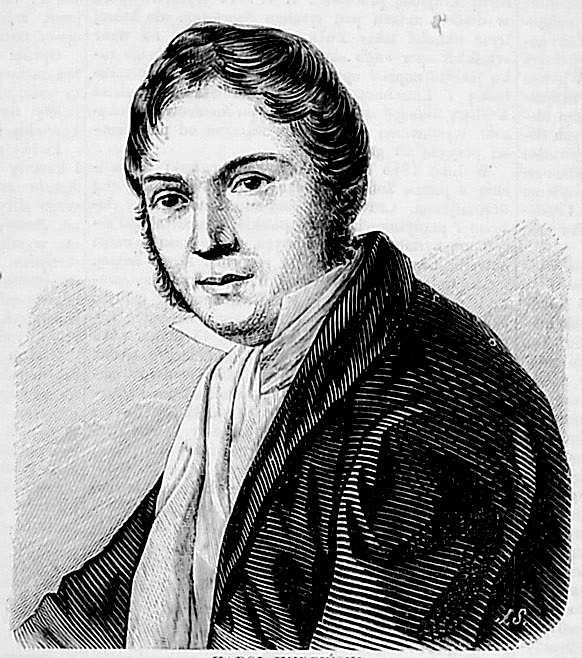
Karol Kurpiński

Rozbiory Polski nie zatrzymały działalności opery. Nadal działał Wojciech Bogusławski, a w latach 90. XVIII wieku pojawił się we Lwowie Józef Elsner. Spośród wielu jego oper, które tam wystawiono, zachowała się tylko jedna – Amazonki, czyli Herminia. Kiedy Elsner zajął się Operą Narodową w Warszawie, zaczął pisać opery nawiązujące do polskiej muzyki ludowej. Stworzył w ten sposób polską i pierwszą na świecie formę opery narodowej.
W Warszawie rozpoczął swą operową działalność napisaniem muzyki do libretta Bogusławskiego pt. Ishakar. Miał jednak wątpliwości co do jej sukcesu, ponieważ nie znał aż tak dobrze języka polskiego, by móc go muzyczne wyrażać. Zajął się też problemem zmian akcentu w tekście śpiewanym, który w wyniku zniekształceń, mógł być niezrozumiany.
Elsner stał się wkrótce dyrektorem Opery Narodowej. W 1811 r. pojawił się w Warszawie Karol Kurpiński, który został dyrygentem w Operze. Elsner popadł z nim w konflikt i po trzynastu latach, na żądanie Kurpińskiego, został zwolniony przez Rządową Dyrekcję Teatru Narodowego. Zdążył jednak w tym czasie stworzyć 30 oper. W 1809 roku wystawiono Leszka Białego z librettem Bogusławskiego, który odniósł znaczący sukces. Potem jeszcze tylko komedioopera Siedem razy jeden i Król Łokietek odniosły dość spore sukcesy.
Elsnerowi odmawiało się polskości i oskarżano o sympatyzowanie z zaborcą. Kompozytor chwalił zaborczych cesarzy, między innymi cara Aleksandra I. Po powstaniu listopadowym jednak prawdopodobnie zmienił zdanie. Przez długie lata bronił języka polskiego jako pięknego i zdatnego do śpiewania. Gorąco propagował polską operę (liczącą za czasów Elsnera już ponad 300 tytułów) szczególnie w pierwszym zarysie operowym opery polskiej – Die Oper der Polen wydanym w 1812 r..
Wielkie sukcesy zaczął w tym czasie odnosić Karol Kurpiński, który zasłynął osiemnastoma operami. Wszystkie przyjęto entuzjastycznie, jednak najbardziej znane jego dzieła to Zamek w Czorsztynie i Zabobon, czyli Krakowiacy i Górale. Ta pierwsza stała się pierwowzorem późniejszego Strasznego Dworu Stanisława Moniuszki. W tej drugiej wykorzystano nową wersję libretta Bogusławskiego. Wielką sławę przyniosła też Kurpińskiemu Nagroda, czyli wskrzeszenie Królestwa Polskiego. Kurpiński jako żarliwy patriota i wróg zaborców uprawiał w tym dziele walkę poprzez muzykę (podobnie jak Giuseppe Verdi). Za czasów Elsnera Kurpiński w znacznym stopniu zmodernizował scenę narodową, także po objęciu stanowiska dyrektora Opery Narodowej w 1824 r. Wprowadził na polską scenę takie dzieła jak: Don Giovanni Mozarta, Westalka Spontiniego, Fra Diavolo Aubera, Wolnego strzelca Webera i wiele innych wielkich dzieł m.in. Gaetana Donizettiego, Giacomo Meyerbeera, czy Gioacchino Rossiniego.

Szczególnym dziełem w dziejach polskiej opery jest Faust Antoniego księcia Radziwiłła, namiestnika Wielkiego Księstwa Poznańskiego na podstawie sztuki Johanna Wolfganga Goethego. Autor Fausta namawiał wielu kompozytorów do stworzenia muzyki do sztuki, która specjalnie została możliwie przystosowana do formy libretta. Znajomość jaka zrodziła się między nim a księciem Radziwiłłem doprowadziła do napisania partii muzycznych do utworu. Następnie postanowił on napisać większą operę, która powstawała w latach 1808–1830. 

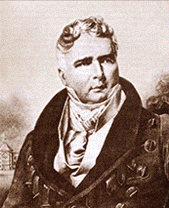
Antoni Henryk książę Radziwiłł

Jest to jedyna adaptacja muzyczna Fausta uznana przez Goethego za zgodną z jego zamysłem – Faust miał być „poważnym żartem”, a nie tragedią człowieczeństwa. Goethe poznał większą część dzieła Radziwiłła, które miał ocenić bardzo wysoko, dodając na prośbę kompozytora kilka fragmentów do sztuki, niewłączonych jednakże do ostatecznej wersji opery. Operę miał zobaczyć w 1829 r. Fryderyk Chopin, wyjeżdżający z kraju. Zapoznawszy się z partiami muzyki ocenił je w liście do Tytusa Woyciechowskiego jako „dobrze pomyślane, nawet genialne” jak na namiestnika. Pełną wersję opery w polskim tłumaczeniu Włodzimierza Wolskiego (autora Halki) zaprezentowano w salonie Małgorzaty Łuszczewskiej w Warszawie w 1848 r. Dzieło w sposób bardzo silny oddziałało na późniejsze opery, w szczególności na „Halkę”, której główna bohaterka jest wielokrotnie zestawiana z Małgorzatą z „Fausta”.
Adam Mickiewicz postanowił także stworzyć libretto operowe i namówić największego kompozytora polskiego do skomponowania muzyki do niego. Tak powstały Dziady, które są w manuskryptach wyraźnie podzielone na arie i recytatywy. Tekst na początku tworzony był ewidentnie jako libretto. Później Fryderyk Chopin napisał do Delfiny Potockiej, że Mickiewicz namawia go do napisania opery narodowej. Ostatecznie Stanisław Moniuszko napisał do drugiej części Dziadów kantatę Widma. Później jeszcze ważny kompozytor włoski, Amilcare Ponchielli skomponował muzykę do libretta na podstawie „Konrada Wallenroda” Mickiewicza. Opera ta nazywała się I Lituani (Litwini). Ciekawą kreacją jest też zagraniczna komedioopera Giuseppe Verdiego Un giorno di regno, która opowiada o polskim królu Stanisławie Leszczyńskim.

### Opera Moniuszki

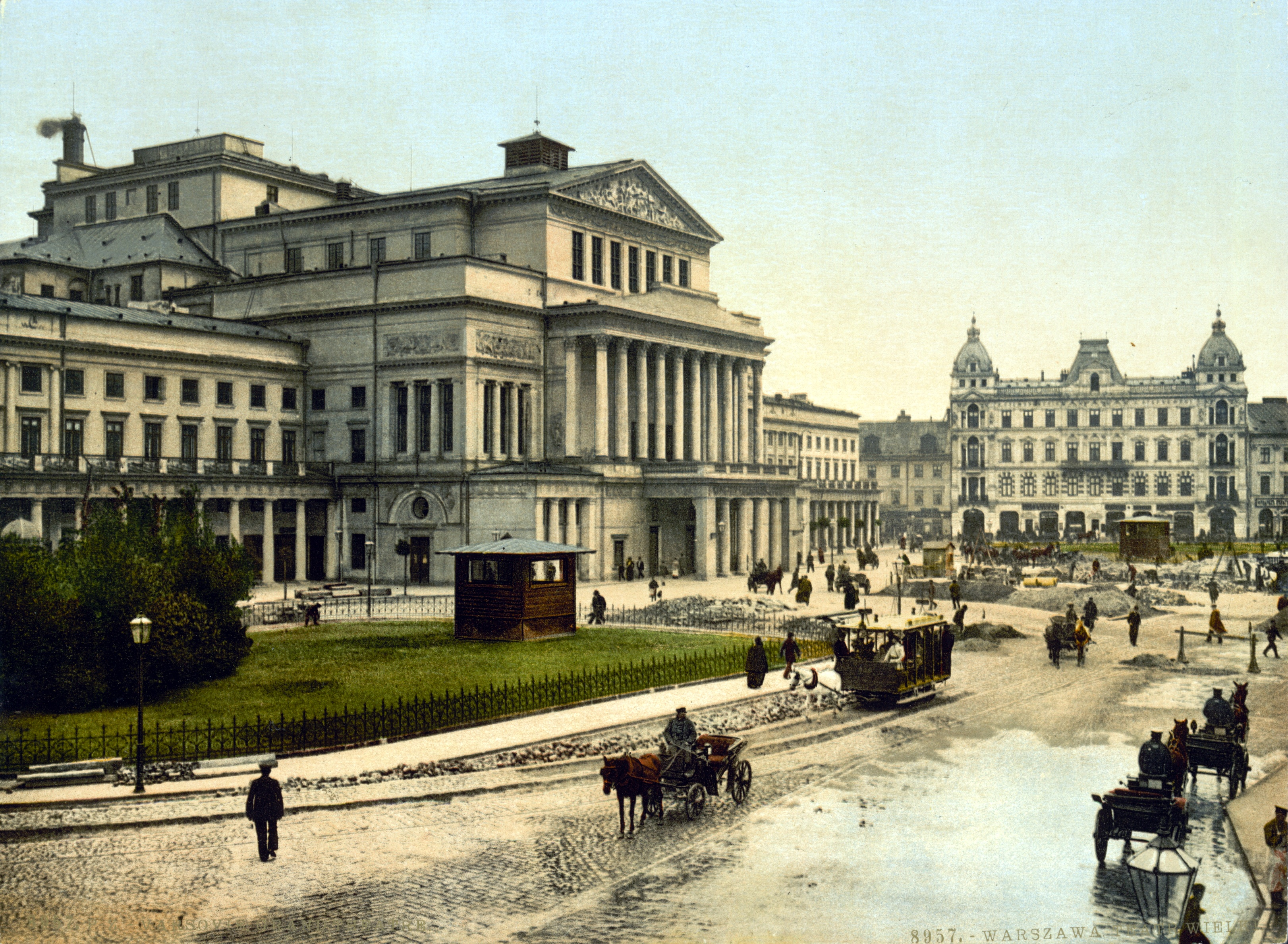
Opera Narodowa w Warszawie

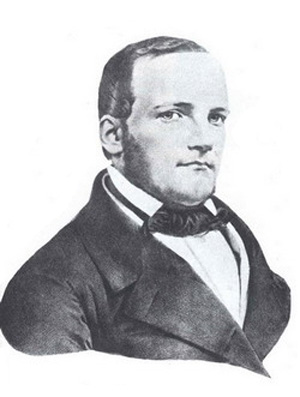
Stanisław Moniuszko

W 1833 r. Antonio Corazzi z Livorno wzniósł gmach Opery Narodowej w Warszawie. Operę zainaugurowano premierą Cyrulika sewilskiego Gioacchino Rossiniego.
W 1837 r. po edukacji muzycznej w Niemczech powrócił do kraju Stanisław Moniuszko. Dziesięć lat później napisał romantyczną operę Halkę. Była to opera w dwóch aktach, wystawiona w Wilnie. Następna wersja, czteroaktowa, została wystawiona 10 lat później w Warszawie. Opera ta jest uznawana za najwybitniejszą polską operę narodową. Stanowi muzyczne połączenie polskiej tradycji ludowej – poloneza, mazura i dumki. Wykorzystuje najlepsze techniki kompozytorskie ówczesnej opery – partie wielogłosowe, tańce, arie w rytmie muzyki ludowej, recytatywy i inne fragmenty muzyczne.
Libretto Halki, autorstwa Włodzimierza Wolskiego, jest uznawane za jedną z najwybitniejszych form literackich w twórczości polskich poetów krajowych tego okresu. Krytycy doszukują się w nim podobieństw na przykład do Fausta Goethego. Następne opery Moniuszki to Flis i Straszny dwór. Libretto Strasznego dworu napisał Jan Chęciński. Przesycone jest ono aluzjami antyzaborczymi i pro sarmackimi. Premiera odbyła się w 1865 r. Wywołała wielki aplauz, lecz cenzura carska zdjęła ją po kilku przedstawieniach. Stworzona przez Moniuszkę forma opery narodowej silnie oddziaływała na operę rosyjską. Wzorowali się na nim m.in. Aleksandr Dargomyżski, Aleksandr Borodin i Nikołaj Rimski-Korsakow.

### Polska szkoła operowa

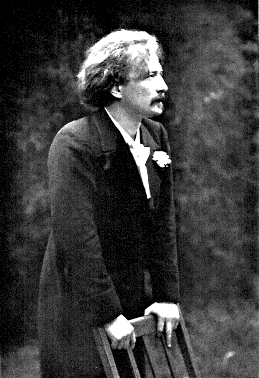
Ignacy Jan Paderewski

Jednym z uczniów Moniuszki był Władysław Żeleński. Czynnie nie studiował u Moniuszki, jednak wzorował się na jego operach i tym sposobem przejął jego styl operowy. Był ojcem Tadeusza Boya-Żeleńskiego, który przetłumaczył wiele librett operowych. Władysław Żeleński tworzył w czasach
Ignacego Jana Paderewskiego jednak nie jest zaliczany do muzyki nowoczesnej. Jego muzyka jest jeszcze silnie zakorzeniona w romantyzmie, a opera w moniuszkowskim wzorze. Operowym dorobkiem Żeleńskiego są cztery opery: Konrad Wallenrod,
Goplana, Janek, Stara Baśń. Pierwsza nawiązuje do dzieła Adama Mickiewicza i wyraźnie głosi antyzaborcze hasła. Tak samo trzy pozostałe. Goplana oparta jest na Balladynie
Juliusza Słowackiego. Wszystkie są słowianofilskie i romantyczne w charakterze. Nawiązują do zapoczątkowanego przez
Zoriana Dołęgę Chodakowskiego
szału słowiańskiego wśród twórców romantyzmu. Składała się na to cała akcja zbierania podań ludowych, pieśni i opisywania obrzędów. Dziady Mickiewicza stanowią tego wpływu doskonały przykład. W tym samym nurcie mieści się opera Konstantego Gorskiego pt. Margier. Jej libretto, oparte na poemacie Władysława Syrokomli, przedstawia heroiczną walkę o zachowanie wolności, prowadzoną z Krzyżakami przez załogę zamku księcia litewskiego – Margiera.
Pierwszą polską operę nowoczesną stworzył Ignacy Jan Paderewski. Była to Manru, jego jedyna opera, napisana do libretta na podstawie Chaty za wsią Józefa Ignacego Kraszewskiego. Opera ta skoncentrowana jest głównie na partiach wokalnych. Manru został wystawiony najpierw w Dreźnie w 1901 roku, a wkrótce potem także we Lwowie, a następnie w Metropolitan Opera w Nowym Jorku (w 1902 r.). Był on tam pierwszą operą polską (skomponowaną przez Polaka) jaką zaprezentowano na kontynencie amerykańskim i pozostaje do dziś jedyną operą polską jaką Metropolitan Opera kiedykolwiek wystawiła.
Przykładami opery nowoczesnej mogą być również Bolesław Śmiały i Casanova Ludomira Różyckiego (ta pierwsza do libretta na podstawie dramatu Stanisława Wyspiańskiego). Ten sam kompozytor napisał muzykę do tekstu Jerzego Żuławskiego i tak powstała uważana za jedną z najlepszych oper modernistycznych – Eros i Psyche. Ważnymi operami Młodej Polski są Legenda Bałtyku Feliksa Nowowiejskiego i Król Zygmunt August Tadeusza Joteyki.

### Karol Szymanowski
Karol Szymanowski napisał tylko dwie opery, którymi w dodatku zupełnie zrywa z wzorem Moniuszki, a mimo to współcześnie odkrywane są one jako najwybitniejsze jakie w Polsce napisano. Pierwsza jego opera, Hagith, nie odniosła sukcesu w 1922 r. Uważana jest jednak za przedsmak „najwybitniejszej polskiej opery” – chodzi o Króla Rogera (1926 r.). Opera ta, niezrozumiana na początku, była uważana za dzieło marginalne jeszcze do lat 90. XX wieku, dziś wykonywana jest z wielkimi sukcesami w Wielkiej Brytanii i we Francji. Jej rozwiązania muzyczne to totalne zachwianie decorum operowego – nie ma jednoznacznego podziału na arie, niemal w całej operze uczestniczy chór (prawie jak w kantacie), cała opera wypełniona jest muzyką (podobnie jak w grand opéra). Muzyka w tej operze jest uważana niekiedy za muzyczną „Wielką Improwizację”. Przechodzi ona od stylu śpiewów prawosławnych do totalnej improwizacji odbiegającej już od początkowego impresjonizmu Szymanowskiego (np. w operze Hagith).

### Opera socrealistyczna
Przykładem opery socrealistycznej w Polsce była opera Bunt żaków (1951 r.) Tadeusza Szeligowskiego do libretta Romana Brandstaettera opowiadająca o konflikcie „proletariackich” żaków z królem Zygmuntem II Augustem. Ten sam kompozytor pisał także inne opery, m.in. dla dzieci. Następnym tego typu kompozytorem był Witold Rudziński, który napisał między innymi Janka Muzykanta (1953 r.) i Komendanta Paryża (1960 r.). Kompozytor ten wzorował się niekiedy na o wiele młodszym od siebie Krzysztofie Pendereckim, stosując wiele rozwiązań sonorystycznych. Najwybitniejszą operą Rudzińskiego jest Odprawa posłów greckich według Jana Kochanowskiego, która stosuje się do sonoryzmu.

### Opera współczesna

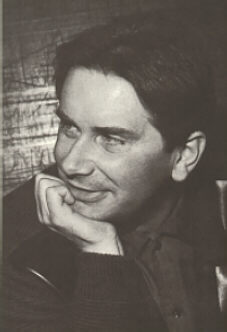
Tadeusz Baird

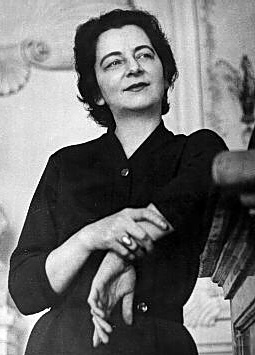
Grażyna Bacewicz

Ważnym kompozytorem tej epoki był Romuald Twardowski, który wsławił się swoimi operami Cyrano de Bergerac (1963 r.) i Lord Jim (1976 r.). Ważne kreacje operowe tworzyli też Tadeusz Paciorkiewicz (Romans gdański – 1968 r.), Józef Świder (Wit Stwosz – 1974), Henryk Czyż (Kynolog w rozterce według Sławomira Mrożka – 1967 r.; Inge Bartsch według Konstantego Ildefonsa Gałczyńskiego – 1982 r.), Tadeusz Baird (słynne Jutro według Josepha Conrada, które w latach 70. było wielokrotnie nagradzane w Europie i zekranizowane – premiera 1966).
Rozwinął się także nurt reinterpretacji literatury. Tak powstały dzieła takich kompozytorów jak Ryszard Bukowski (Pierścień wielkiej damy według Cypriana Norwida, 1974), Edward Bogusławski (Sonata Belzebuba według Witkacego, 1977), Zbigniew Bargielski (Mały Książę według Antoine’a de Saint-Exupéry’ego, 1970), czy Krzysztof Baculewski (Nowe Wyzwolenie, 1986).
Jedną z najciekawszych kreacji operowych w światowej muzyce współczesnej stworzyła też Joanna Bruzdowicz w Bramach Raju według Jerzego Andrzejewskiego (premiera 1987). Intertekstualizm silnie postmodernistycznego libretta oddaje ekspresyjna muzyka. Opowiadanie Andrzejewskiego jest poza tym dziełem opartym na strukturze strumienia świadomości, więc w samej muzyce zawarta jest treść. Dzieło to – w zupełnym tego słowa znaczeniu – nowoczesne wyraża w sposób bardzo dojrzały jeden z najważniejszych okresów w rozwoju polskiej opery.
Rozwinął się też nurt opery niescenicznej. Tak powstały radiowe dzieła Grażyny Bacewicz (Przygody Króla Artura, 1959), Jerzego Sokorskiego (Muzyczna opowieść niemalże o końcu świata, 1958), Tadeusza Szeligowskiego (Odys płaczący, 1961), czy Zbigniewa Penherskiego (Sąd nad Samsonem, 1969). Powstały też dzieła telewizyjne Krzysztofa Meyera (słynna Cyberiada według Stanisława Lema, 1970), czy też Macieja Małeckiego (Balladyna, 1999).

### Opera sonorystyczna i inna

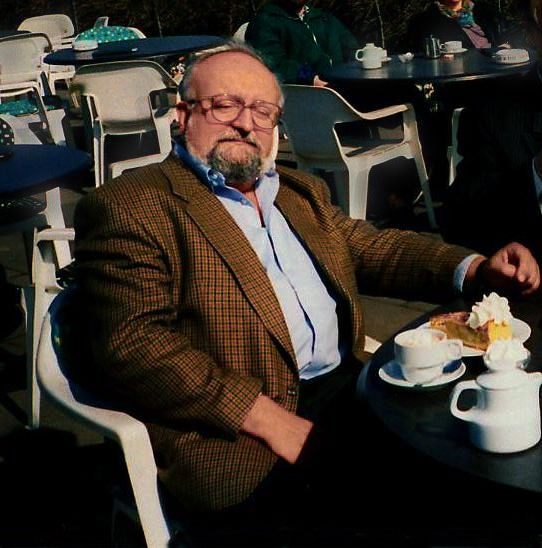
Krzysztof Penderecki

Autorstwo opery sonorystycznej przypisuje się Krzysztofowi Pendereckiemu, będącego jednocześnie twórcą sonoryzmu. Penderecki skomponował w 1969 roku jedną z najważniejszych współczesnych oper – Diabły z Loudun (libretto Johna Whitinga według Aldousa Huxleya). Opera, inspirowana Wagnerem i psychoanalizą, jest dziełem ukazującym istotę sonoryzmu. Opera ta wzbudziła w tamtym czasie ogromną dyskusję wśród krytyków i od razu została przypisana do klasyki współczesnej opery ze względu na swoje nowatorstwo. Na rzecz własnego prądu w muzyce Penderecki stworzył nowy sposób zapisu nutowego stosowany także w późniejszych kompozycjach sonorystycznych. Następna opera Pendereckiego – Raj utracony otrzymała również dobre recenzje. Wielką rewolucją była Czarna Maska, którą jeden z krytyków nazwał „kulisami hałasu i ilustracji”. Operę tę wykonano po raz pierwszy w Salzburgu w 1986 roku na festiwalu letnim, gdzie wzbudziła mieszane uczucia, ale i wrażenie tak silne, że stanowi ona wzór współczesnej opery sonorystycznej.
Kiedy Penderecki od sonoryzmu odszedł, postanowił skomponować operę polską. Tak powstała Ubu Rex na motywach farsy Alfreda Jarry’ego pt. Ubu król, czyli Polacy – opera w języku co prawda niemieckim, ale librecisty polskiego – Jerzego Jarockiego. Opera wzbudziła mieszane uczucia: ogromny aplauz i euforię z owacją na stojąco, ale i oburzenie pośpiesznie wychodzących widzów. Dzieło miało jednak tak silny odbiór, że opera o Polsce natychmiast weszła do świadomości zagranicznych widzów.

### Opera najnowsza
Dzieła najnowsze to utwory Krzysztofa Knittla, Eugeniusza Knapika i Romana Palestra. Knittel stworzył w 1999 operę Heart Piece – Double Opera, która zajmuje się znanym już w europejskiej operze rozstrajaniem decorum gatunku. Jest to opera podwójna – opera jako akt, dzieło (opera to dosłownie z języka włoskiego dzieła, z łac. opus). Wprowadza tym samym antyoperę, która nie została ostatecznie stworzona (stworzono jedynie antyantyoperę). Korzysta w niej z muzyki rockowej.
Knapik stworzył trylogię operową Das glas im kopf wird vom glas (1990), Silent screams, difficult dreams (1992), La liberta chiama la liberta (1996). Kompozytor stosuje język angielski, język niemiecki i język włoski – trzy klasyczne języki operowe. Wprowadza rzeczywistość niedookreślonej czasoprzestrzeni. Funkcjonują tu rozwiązania nowoczesnego teatru i współczesna muzyka Knapika.
Palester skomponował Śmierć Don Juana (1991), utwór dodekafoniczny do tekstu Oskara Miłosza (który z francuskiego sam kompozytor przetłumaczył na polski).
Znaczące opery polskie XXI w. to m.in. Antygona (2001) Zbigniewa Rudzińskiego, Balthazar Zygmunta Krauzego, Ignorant i Szaleniec Pawła Mykietyna, Moby Dick Eugeniusza Knapika (Teatr Wielki – Opera Narodowa, 2010) i inne.

## Wybór znaczących oper polskich
| Tytuł                                      | Muzyka                       | Libretto                                                               | Lata tworzenia i miejsce premiery                                          |
| ------------------------------------------ | ---------------------------- | ---------------------------------------------------------------------- | -------------------------------------------------------------------------- |
| Nędza uszczęśliwiona                       | Maciej Kamieński             | Wojciech Bogusławski według Franciszka Bohomolca                       | 1778, Warszawa                                                             |
| Cud mniemany, czyli Krakowiacy i Górale    | Jan Stefani                  | Wojciech Bogusławski                                                   | 1794, Warszawa                                                             |
| Faust                                      | Antoni ks. Radziwiłł         | Johann Wolfgang Goethe                                                 | Wystawiany fragmentarycznie w 1810 w Berlinie, 1811 w Weimarze             |
| Pałac Lucypera                             | Karol Kurpiński              | Alojzy Żółkowski                                                       | 1811, Warszawa                                                             |
| Zabobon, czyli Krakowiacy i Górale         | Karol Kurpiński              | Wojciech Bogusławski                                                   | 1816, Warszawa                                                             |
| Król Łokietek, czyli Wiśliczanki           | Józef Elsner                 | Ludwik Adam Dmuszewski                                                 | 1817–1818, Warszawa                                                        |
| Zamek w Czorsztynie, czyli Bojomir i Wanda | Karol Kurpiński              | Józef Wawrzyniec Krasiński                                             | 1819, Warszawa                                                             |
| Halka                                      | Stanisław Moniuszko          | Włodzimierz Wolski                                                     | 1847- Wilno, 1858- Warszawa                                                |
| Monbar, czyli Filibustierowie              | Ignacy Feliks Dobrzyński     | Seweryna z Żochowskich Pruszakowa i Ludwik Paprocki                    | 1863, Warszawa                                                             |
| Straszny dwór                              | Stanisław Moniuszko          | Jan Chęciński                                                          | 1865, Warszawa                                                             |
| Paria                                      | Stanisław Moniuszko          | Jan Chęciński według Casimira Delavigne’a                              | 1869, Warszawa                                                             |
| Konrad Wallenrod                           | Władysław Żeleński           | Zygmunt Sarnecki, Władysław Noskowski-Łada                             | 1885, Lwów                                                                 |
| Goplana                                    | Władysław Żeleński           | Ludomił German według Juliusza Słowackiego                             | 1896, Kraków                                                               |
| Manru                                      | Ignacy Jan Paderewski        | Alfred Nossig według Józefa Ignacego Kraszewskiego                     | 1901, Drezno                                                               |
| Maria                                      | Roman Statkowski             | według Antoniego Malczewskiego                                         | 1906, Warszawa                                                             |
| Bolesław Śmiały                            | Ludomir Różycki              | Aleksander Bandrowski                                                  | 1909, Lwów                                                                 |
| Eros i Psyche                              | Ludomir Różycki              | Jerzy Żuławski                                                         | 1917, Wrocław                                                              |
| Legenda Bałtyku                            | Feliks Nowowiejski           | Waleria Szalay-Groele, Krystyna Jeżewska                               | 1924, Poznań                                                               |
| Zemsta za mur graniczny                    | Zygmunt Noskowski            | według Aleksandra Fredry                                               | 1926, Warszawa                                                             |
| Król Roger                                 | Karol Szymanowski            | Jarosław Iwaszkiewicz                                                  | 1926, Warszawa                                                             |
| Margier                                    | Konstanty Gorski             | W.W.G. (Walgier) według poematu Władysława Syrokomli                   | 1927, Poznań (wydanie drukiem: Sankt Petersburg, 1905)                     |
| Złote runo                                 | Aleksander Tansman           | Salvador de Madariaga                                                  | 1939 (pol. praprem. 2016 w Łodzi)                                          |
| Bunt Żaków                                 | Tadeusz Szeligowski          | Roman Brandstaetter                                                    | 1951, Wrocław                                                              |
| Zaczarowane koło                           | Jerzy Gablenz                | według Lucjana Rydla                                                   | 1955, Bytom                                                                |
| Jutro                                      | Tadeusz Baird                | Jerzy Sito                                                             | 1966, Warszawa                                                             |
| Odprawa posłów greckich                    | Witold Rudziński             | Bogdan Ostromęcki według Jana Kochanowskiego                           | 1966, Kraków                                                               |
| Diabły z Loudun                            | Krzysztof Penderecki         | John Whiting                                                           | 1968–1969, Hamburg                                                         |
| Kolonia karna                              | Joanna Bruzdowicz            | Joanna Bruzdowicz i Jaroslav Simonides według opowiadania Franza Kafki | 1972 (Tours), 1995 (Warszawa)                                              |
| Trojanki                                   | Joanna Bruzdowicz            | Jacques Luccioni według Eurypidesa                                     | 1973, Saint-Denis (polska praprem. 1979 z librettem Michała Sprusińskiego) |
| Pierścień wielkiej damy                    | Ryszard Bukowski             | Maria Straszewska według Cypriana Kamila Norwida                       | 1974, Wrocław                                                              |
| Wit Stwosz                                 | Józef Świder                 | Tadeusz Kijonka                                                        | 1974, Bytom                                                                |
| Lord Jim                                   | Romuald Twardowski           | libretto kompozytora według Josepha Conrada                            | 1976, Łódź                                                                 |
| Raj utracony                               | Krzysztof Penderecki         | Christopher Fry według Johna Miltona                                   | 1978, Chicago                                                              |
| W małym dworku                             | Zbigniew Bargielski          | Z. Bargielski według S.I. Witkiewicza                                  | 1981, Wrocław                                                              |
| Czarna maska                               | Krzysztof Penderecki         | Harry Kupfer                                                           | 1986, Bayreuth                                                             |
| Ubu Król                                   | Krzysztof Penderecki         | Jerzy Jarocki i K. Penderecki według Alfreda Jarry’ego                 | 1991, Monachium                                                            |
| Matka czarnoskrzydłych snów                | Hanna Kulenty                | Paul Goodman                                                           | 1996, Monachium                                                            |
| Pokój saren                                | Lech Majewski i Józef Skrzek | Lech Majewski                                                          | 1996, Bytom                                                                |
| Balthazar                                  | Zygmunt Krauze               | Ryszard Peryt według Daniela Stanisława Wyspiańskiego                  | 2001, Warszawa (WOK)                                                       |
| Iwona, księżniczka Burgunda                | Zygmunt Krauze               | Zygmunt Krauze, Grzegorz Jarzyna według Witolda Gombrowicza            | 2004, Paryż                                                                |
| Kochankowie z klasztoru Valldemosa         | Marta Ptaszyńska             | Marta Ptaszyńska według Janusz Krasińskiego                            | 2010, Łódź                                                                 |
| Moby Dick                                  | Eugeniusz Knapik             | Krzysztof Koehler według Hermana Melville’a                            | 2010, Warszawa                                                             |
| Pasażerka                                  | Mieczysław Wajnberg          | Aleksandr Miedwiediew według Zofii Posmysz                             | 2010, Moskwa                                                               |
| Madame Curie                               | Elżbieta Sikora              | Agata Miklaszewska                                                     | 2011, Paryż                                                                |
| Pułapka                                    | Zygmunt Krauze               | Z. Krauze, Grzegorz Jarzyna według Tadeusza Różewicz                   | 2011, Wrocław                                                              |
| Oresteja                                   | Agata Zubel                  | A. Zubel, według Ajschylosa                                            | 2011, Warszawa (WOK)                                                       |
| Kupiec wenecki                             | Andrzej Czajkowski           | John O’Brien według Williama Shakespeare’a                             | 2013, Bregencja (ukończona w r. 1982, wykonanie pośm.)                     |
| Cyberiada                                  | Krzysztof Meyer              | K. Meyer według Stanisława Lema                                        | 2013, Poznań                                                               |
| Qudsja Zaher                               | Paweł Szymański              | Maciej Drygas                                                          | 2013, Warszawa                                                             |
| Universa. Opera otwarta                    | Jan A.P. Kaczmarek           |                                                                        | 2014, Kraków (Stary Rynek)                                                 |
| Space opera                                | Aleksander Nowak             | Georgi Gospodinow                                                      | 2015, Poznań                                                               |
| Czarodziejska góra                         | Paweł Mykietyn               | Małgorzata Sikorska według Thomasa Manna                               | 2015, Malta Festival Poznań                                                |
| Olimpia z Gdańska                          | Zygmunt Krauze               | Krystyna i Blaise de Obaldia                                           | 2015, Gdańsk                                                               |
| Immanuel Kant                              | Leszek Możdżer               | według Thomasa Bernharda                                               | 2017, Wrocław                                                              |
| Sąd ostateczny                             | Krzysztof Knittel            | Mirosław Bujko nt obrazu Hansa Memlinga                                | 2017, Gdańsk                                                               |